# 히가시베쓰인촌
히가시베쓰인촌(일본어: 東別院村)은 일본 교토부 미나미쿠와다군에 설치되었던 정이다.